# Jacky Donkor
Jacky Donkor (Gent, 12 november 1998) is een Belgisch-Ghanees voetballer die als aanvaller voor Excelsior speelt.

## Carrière

### Fortuna Sittard
Donkor speelde in de jeugd van KAA Gent, RSC Anderlecht, West Bromwich Albion en KSC Lokeren. Nadat in 2019 zijn contract bij Lokeren afliep, kreeg hij na een proefperiode een contract tot medio 2021 aangeboden bij Fortuna Sittard. Hij debuteerde op 31 oktober 2019 voor Fortuna, in een met 3–0 gewonnen bekerwedstrijd tegen ADO Den Haag. Hij kwam in de 86e minuut in het veld voor Agim Zeka. Op 18 januari 2020 maakte hij zijn competitiedebuut tegen Vitesse. 

### FC Eindhoven
In het seizoen 2020/21 werd Donkor verhuurd aan FC Eindhoven, waar hij op 9 oktober zijn debuut maakte tegen Excelsior. Op 21 november scoorde hij tegen NAC Breda zijn eerste goal voor Eindhoven. Dat seizoen speelde hij 28 wedstrijden voor Eindhoven, waarin hij drie keer scoorde. Niet alleen liep zijn huurovereenkomst bij FC Eindhoven na dat seizoen af, ook zijn contract liep af, waardoor hij transfervrij was.

### FC Dordrecht
In de zomer van 2021 maakte Donkor transfervrij de overstap naar FC Dordrecht, waar hij op 28 oktober tegen TOP Oss (3-0 nederlaag) voor debuteerde. Op 13 oktober 2021 scoorde hij tegen zijn oude club FC Eindhoven zijn eerste goal voor zijn nieuwe club. In 32 competitiewedstrijden dat seizoen was Donkor goed voor zes doelpunten en vier assists.

### Excelsior
In de zomer van 2022 vertrok Donkor naar Excelsior, waar hij een driejarig contract tekende. Op 6 augustus 2022 maakte hij zijn debuut voor Excelsior in de met 2-0 gewonnen wedstrijd tegen SC Cambuur. 

## Clubstatistieken
| Seizoen                    | Club            | Competitie     | Competitie | Competitie | Beker | Beker | Totaal | Totaal |
| Seizoen                    | Club            | Competitie     | Wed.       | Dlp.       | Wed.  | Dlp.  | Wed.   | Dlp.   |
| -------------------------- | --------------- | -------------- | ---------- | ---------- | ----- | ----- | ------ | ------ |
| 2019/20                    | Fortuna Sittard | Eredivisie     | 1          | 0          | 1     | 0     | 2      | 0      |
| 2020/21                    | → FC Eindhoven  | Eerste divisie | 26         | 3          | 1     | 0     | 27     | 3      |
| 2021/22                    | FC Dordrecht    | Eerste divisie | 32         | 6          | 1     | 0     | 32     | 6      |
| 2022/23                    | Excelsior       | Eredivisie     | 6          | 0          | 1     | 0     | 7      | 0      |
| Carrièretotaal             | Carrièretotaal  | Carrièretotaal | 59         | 9          | 3     | 0     | 62     | 9      |
| Bijgewerkt op 20 juli 2022 |                 |                |            |            |       |       |        |        |